# Người Canada gốc Áo
Người Canada gốc Áo (tiếng Anh: Austrian Canadians, tiếng Đức: Österreichischekanadier, phát âm [ˈøːstɐʁaɪçɪʃəkaˌnaːdi̯ɐ]) là công dân Canada có nguồn gốc tổ tiên là người Áo hoặc những người sinh ra tại Áo cư trú tại Canada. Theo Điều tra dân số năm 2016 có 207.050 người Canada khai nhận toàn bộ hoặc một phần tổ tiên là người Áo.
Các cộng đồng người Canada gốc Áo có thể được tìm thấy trên khắp đất nước nhưng với mức độ tập trung cao hơn chủ yếu ở Tây Canada.

## Lịch sử
Vào thế kỷ 17, những người lính từ Áo định cư tại Tân Pháp. Các con số đã tăng lên sau khi thông qua Staatsgrundgesetz (luật hiến pháp) vào năm 1867 cho phép dân thường di cư tự do khỏi Áo-Hung. Di cư đến Canada gia tăng trong suốt cuối thế kỷ 19 và đầu thế kỷ 20, cho đến khi điều này được thắt chặt vào năm 1914 khi bắt đầu Chiến tranh thế giới thứ nhất.Nhiều người nhập cư từ Áo-Hungary đến Canada đã bị thực tập và bị sử dụng làm nô lệ trong Thế chiến thứ nhất. Bắt đầu từ năm 1914, các đối tượng của Vương miện Habsburg, đặc biệt là những người nói tiếng Ukraina từ Galicia thuộc Áo, đã bị đưa vào 24 trại giam giữ. trên khắp Canada, nơi cuối cùng đóng cửa vào năm 1920.

## Nhân khẩu
Dân số Canada gốc Áo theo tỉnh và vùng lãnh thổ ở Canada vào năm 2011:
| Các tỉnh bang và lãnh thổ | Người Canada gốc Áo | Tỷ lệ |
| ------------------------- | ------------------- | ----- |
| Canada                    | 197.990             |       |
| Ontario                   | 68.785              | 0,05% |
| British Columbia          | 45.675              | 1,0%  |
| Alberta                   | 36.670              |       |
| Saskatchewan              | 18.600              |       |
| Manitoba                  | 12.660              |       |
| Québec                    | 11.815              |       |
| Nova Scotia               | 1.835               |       |
| New Brunswick             | 805                 |       |
| Yukon                     | 395                 |       |
| Newfoundland và Labrador  | 275                 |       |
| Prince Edward Island      | 270                 |       |
| Các Lãnh thổ Tây Bắc      | 185                 |       |
| Nunavut                   | 15                  |       |